# Mala hidroelektrana na reci Gradac
Mala hidroelektrana na reci Gradac je hidroelektrična centrala koja se nalazi na reci Gradac, i napravljena je 9. maja 1900. godine. Te večeri Valjevo je osvetljeno električnom energijom kao prvi grad u Srbiji.
Danas je centrala devlastirana, zgrada je sklona padu, a pošto je prilikom privatizacije početkom 20. veka, ona sama i prostor oko nje promenio vlasnika, tako da služi kao magacinski prostor. Opšti je utisak da ovo nepokretno kulturno dobro kao spomenik kulture o njoj niko ne vodi brigu.

## Istorija
Hidrocentralu je napravio "ekonom" Mateja Nenadović, unuk slavnog Prote Mateje Nenadovića. Za to je iskoristio objekat porodičnog industrijskog mlina i njegove jazove, koji su se nalazili na samoj periferiji tadašnjeg Valjeva, nedaleko od ušća Gradca u Kolubaru. 
U impresiji o osvetljenom Valjevu autor članka u „Večernjim novostima" piše: „Valjevo pretstavlja noću jednu čarobnu sliku... Valjevo od tog dana tako reći pliva u moru svetlosti. Naročito je čarobna „Beogradska ulica". U dužini od kilometar i po ima ona vrlo veliki broj sijalica i sve u jednoj liniji. Kada se u veče pusti struja vidi se samo jedna vatrena linija, koja toliko izgleda divnije, što se ta linija ukršta ili ide uporedo sa drugim svetlosnim linijama iz ostalih ulica. Naročito je divan pogled sa Brđana i mnogi građani večerom se penju na vis, da uživaju u tom divnom prizoru..." Autor člasnka je svoju priču završio rečima: „Može se samo vlasnicima čestitati na ovako divnom gradskom osvetljenju, našto su im svi građani zahvalni".
Prva dinamo mašina postavljena u ovoj centrali bila je na stariji, predteslin sistem i proizvodila je jednosmernu električnu energiju. U proleće sledeće 1901. godine ova dinama je zamenjena novim, modernijim i snažnijim generatorom, sa teslinim sistemom polifazne struje. 
Naredne 1902 godine otpočela je gradnja još jedne Valjevske centrale na polifaznu struju. Ona je puštena u pogon 1903. godine. Smeštena je takođe na Gradcu, ali na 5 kilometra od Valjeva, u selu Degurić.
Da Srbija u ovome nije kaskala za svetom, govori činjenica da je prva hidrocentrala jednosmerne struje izgrađena 1880. godine.

## Istorija hidroelektrične centrale
Valjevo je prvi grad posle Beograda u tadašnjoj Kraljevini Srbiji dobilo električno osvetljenje. To se dogodilo tačno 9. maja 1900. Taj podvig pre sto godina ostvario je Matija Mata Nenadović. Tog 9. maja, oko 20 sati, u selu Gradac puštena je u rad dinamo-mašina (generator) za proizvodnju jednosmerne struje snage 12 kilovata. Ukupna proizvodna mogućnost "Matijine hidrocentrale" bila je do 150 sijalica svetlosne jačine od 10, 16 i 25 sveća, ili 14, 20 i 30 vati i tri lučne lampe jake svetlosti. Zbog čaršijskih glasina da će kod svakog "kibicera električne svetlosti" koji direktno gleda u bogen-lampu nastupiti sleplo.
Na mestu sadašnjeg sedista elektrodistrubucije se nalazi generator prve centrale. Već 1902. i 1903. godine Valjevo je, takođe na Gradcu, u selu Deguriću, dobilo još jednu hidrocentralu koju su podigli J. R. Finej. U leto 1903. godine, Valjevo su na desnoj obali Kolubare osvetljavale 62, a na levoj 172 sijalice.

## Između dva Svestka rata
Između dva svetska rata u Valjevu je izgrađena i treća električna centrala. Nalazila se na levoj obali Kolubare. Prva centrala u Gradcu našla se početkom veka na razglednici koju je objavio poznati valjevski knjižar Vladimir M. Matić.

## Spoljašnje veze
- Novinski članak iz valjevskih novina
- Novinski članak iz arhiva glas-javnosti[мртва веза]
- Novinski članak iz arhiva politika zabavnik
- Novinski clanak Glasonose iz revije Kolubara
- Републички завод за заштиту споменика културе-Београд/База непокретних културних добара